# What We Do Is Secret (EP)
What We Do Is Secret è un EP del gruppo L.A. punk The Germs pubblicato nel 1981 dalla Slash Records.
Il titolo dell'EP è ripreso da quello della prima traccia presente sull'album del 1979 (GI), ma tale brano non è qui incluso.

## Tracce
- Tutti i brani sono opera dei The Germs, eccetto dove indicato.

Lato A
1. Round and Round (Chuck Berry) - 2:40
2. Lexicon Devil - 2:03
3. Circle One - 1:46
4. Caught In My Eye - 3:21

Lato B
1. No God - 1:52
2. The Other Newest One - 2:46
3. My Tunnel - 2:29

## Formazione
- Darby Crash - voce
- Pat Smear - chitarra, voce secondaria
- Lorna Doom - basso, voce secondaria
- Don Bolles - batteria, voce secondaria